# Ocrepeira
Ocrepeira is een geslacht van spinnen uit de  familie van de wielwebspinnen (Araneidae).

## Soorten
- Ocrepeira abiseo Levi, 1993
- Ocrepeira albopunctata (Taczanowski, 1879)
- Ocrepeira anta Levi, 1993
- Ocrepeira aragua Levi, 1993
- Ocrepeira arturi Levi, 1993
- Ocrepeira atuncela Levi, 1993
- Ocrepeira barbara Levi, 1993
- Ocrepeira bispinosa (Mello-Leitão, 1945)
- Ocrepeira branta Levi, 1993
- Ocrepeira camaca Levi, 1993
- Ocrepeira comaina Levi, 1993
- Ocrepeira covillei Levi, 1993
- Ocrepeira cuy Levi, 1993
- Ocrepeira darlingtoni (Bryant, 1945)
- Ocrepeira duocypha (Chamberlin, 1916)
- Ocrepeira ectypa (Walckenaer, 1841)
- Ocrepeira fiebrigi (Dahl, 1906)
- Ocrepeira galianoae Levi, 1993
- Ocrepeira georgia (Levi, 1976)
- Ocrepeira gima Levi, 1993
- Ocrepeira globosa (F. O. P.-Cambridge, 1904)
- Ocrepeira gnomo (Mello-Leitão, 1943)
- Ocrepeira gulielmi Levi, 1993
- Ocrepeira heredia Levi, 1993
- Ocrepeira herrera Levi, 1993
- Ocrepeira hirsuta (Mello-Leitão, 1942)
- Ocrepeira hondura Levi, 1993
- Ocrepeira incerta (Bryant, 1936)
- Ocrepeira ituango Levi, 1993
- Ocrepeira jacara Levi, 1993
- Ocrepeira jamora Levi, 1993
- Ocrepeira klossi Levi, 1993
- Ocrepeira lapeza Levi, 1993
- Ocrepeira lisei Levi, 1993
- Ocrepeira lurida (Mello-Leitão, 1943)
- Ocrepeira macaiba Levi, 1993
- Ocrepeira macintyrei Levi, 1993
- Ocrepeira magdalena Levi, 1993
- Ocrepeira malleri Levi, 1993
- Ocrepeira maltana Levi, 1993
- Ocrepeira maraca Levi, 1993
- Ocrepeira mastophoroides (Mello-Leitão, 1942)
- Ocrepeira molle Levi, 1993
- Ocrepeira pedregal Levi, 1993
- Ocrepeira pinhal Levi, 1993
- Ocrepeira pista Levi, 1993
- Ocrepeira planada Levi, 1993
- Ocrepeira potosi Levi, 1993
- Ocrepeira redempta (Gertsch & Mulaik, 1936)
- Ocrepeira redondo Levi, 1993
- Ocrepeira rufa (O. P.-Cambridge, 1889)
- Ocrepeira saladito Levi, 1993
- Ocrepeira serrallesi (Bryant, 1947)
- Ocrepeira sorota Levi, 1993
- Ocrepeira steineri Levi, 1993
- Ocrepeira subrufa (F. O. P.-Cambridge, 1904)
- Ocrepeira tinajillas Levi, 1993
- Ocrepeira tumida (Keyserling, 1865)
- Ocrepeira tungurahua Levi, 1993
- Ocrepeira valderramai Levi, 1993
- Ocrepeira venustula (Keyserling, 1879)
- Ocrepeira verecunda (Keyserling, 1865)
- Ocrepeira viejo Levi, 1993
- Ocrepeira willisi Levi, 1993
- Ocrepeira yaelae Levi, 1993
- Ocrepeira yucatan Levi, 1993